# Wood (motorfiets)
Wood is een Amerikaans historisch merk van motorfietsen.
De bedrijfsnaam was J.J. Wood, Denver, Colorado.
Wood ontwikkelde een eigen 650 cc tweecilinder-tweetaktmotor. Om deze motor te promoten bouwde hij rond 1914 een exemplaar in een Excelsior -frame en voorzag het van een Harley-Davidson twee-versnellingsbak. Het project flopte, waarschijnlijk omdat de dikke V-twins van Indian en Harley doorgebroken waren en de Amerikanen niet veel zagen in een staande tweetakt-twin.
Wood maakte een reis van 2800 km door Amerika, met zijn vrouw achterop. Men had de nodige tegenslagen, maar het blok liep perfect. Desondanks bleef het bij slechts één exemplaar, dat tegenwoordig in bezit is van de Amerikaan Jerry Ottaway. De machine is ongerestaureerd maar loopt nog prima.